# Comisión de Arbitraje de la Conferencia de Paz sobre Yugoslavia
La Comisión de arbitraje de la conferencia sobre Yugoslavia, conocida comúnmente como el comité de arbitraje de Badinter, es una comisión instalada por el consejo de ministros de la Comunidad Económica Europea el 27 de agosto de 1991 para proporcionar asesoramiento jurídico a la conferencia en Yugoslavia. Designaron a Robert Badinter como presidente de esta comisión de cinco miembros, presidente de cortes constitucionales de la CEE. La Comisión de arbitraje ha zanjado quince opiniones sobre las "preguntas legales importantes" presentadas por la fractura de la república federal socialista de Yugoslavia.
- Datos: Q428991